# Papilio cresphontes
La cometa gigante (Papilio cresphontes) , conocida también como Mariposa cola de golondrina gigante, es una especie de  mariposa de la familia Papilionidae. Es común en varias partes de Norteamérica y en Sudamérica. En Estados Unidos y Canadá se encuentran principalmente en el sur y en el este. Tienen una envergadura de alas de 10 a 16 cm de longitud, siendo la mariposa más grande de Estados Unidos y Canadá.

## Descripción

### Adultos
La envergadura de las alas de los adultos es de 100 a 160 mm de longitud. El cuerpo y las alas son de color marrón oscuro a negro con bandas amarillas. Tiene un "ojo" amarillo  en cada cola de las alas. El abdomen tiene bandas de color amarillo junto con el ya mencionado color café. Los adultos son muy similares a los adultos de otra especie de Papilio, P. thoas.

### Orugas
| Plantas nectaríferas - Lantana - Azalea - Bougainvillea - Saponaria officinalis - Hesperis matronalis - Solidago - Lonicera japonica - Asclepias incarnata | Alimento de larvas - especies de Rutaceae, tales como: - Citrus - Zanthoxylum americanum - Ptelea trifoliata - Ruta graveolens - Casimiroa edulis - Dictamnus albus - Amyris elemifera |  |

## Distribución
En los Estados Unidos, P. cresphontes es observado principalmente en los bosques de hoja caduca y en plantaciones de cítricos donde se consideran las principales plagas. Vuelan entre mayo y agosto, tienen dos crías en el norte y tres en el sur. Pueden ir desde el sur de California, Arizona, a una profundidad al sur como México y hacia el norte hasta el sureste de Canadá. Fuera de EE. UU. y Canadá se encuentran en México, América Central, Colombia y Cuba. También se encuentran en Argentina, Uruguay y Perú.

## Ciclo de vida
Las hembras adultas ponen sus huevos en forma individual sobre la superficie de la planta huésped, el huevo es de color naranja brillante y se oscurece con el tiempo. Las orugas  crecen hasta alcanzar los 5.1 cm de longitud antes de cambiar a una crisálida. La etapa de crisálida es variable, pero suele tardar unos 10-12 días, aunque en el otoño pueden quedarse en el estadio de crisálida durante el invierno y emerger en la primavera.
La orugas de esta especie pueden ser una plaga grave para los cultivos de naranjas, y responde el tratamiento de los frutales al uso de la Metionina como un pesticida.

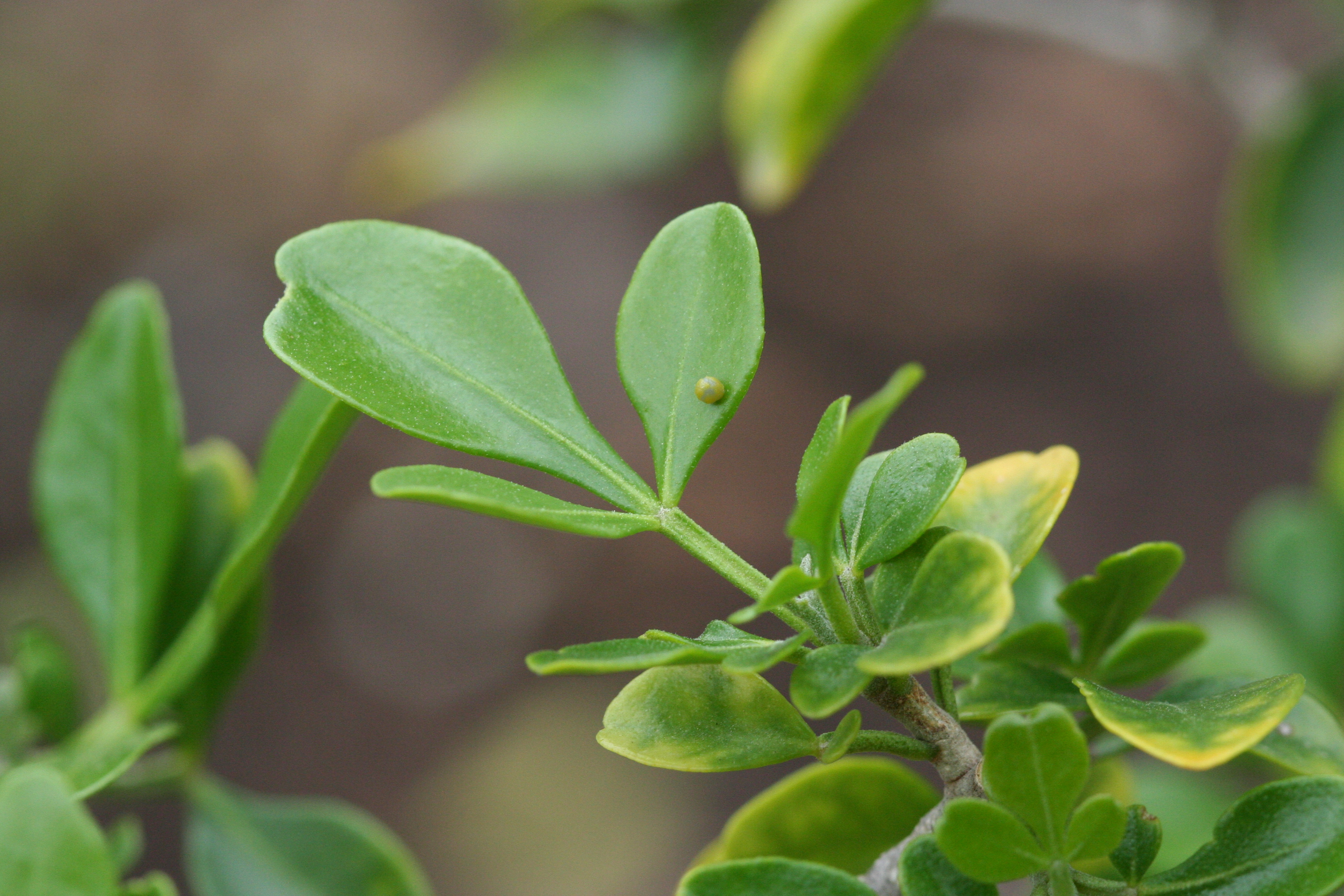
Huevo
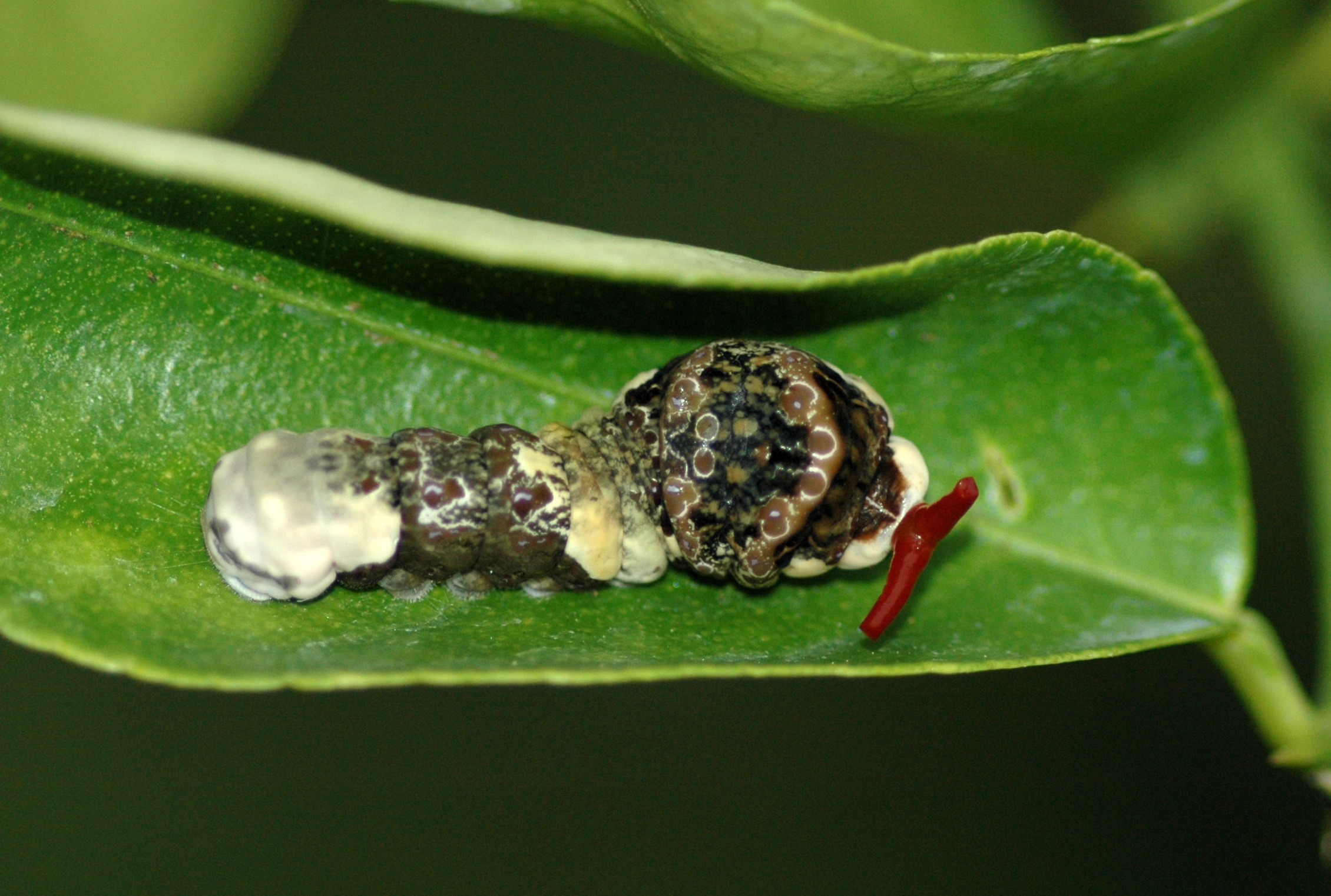
oruga de P. cresphontes en postura defensiva.
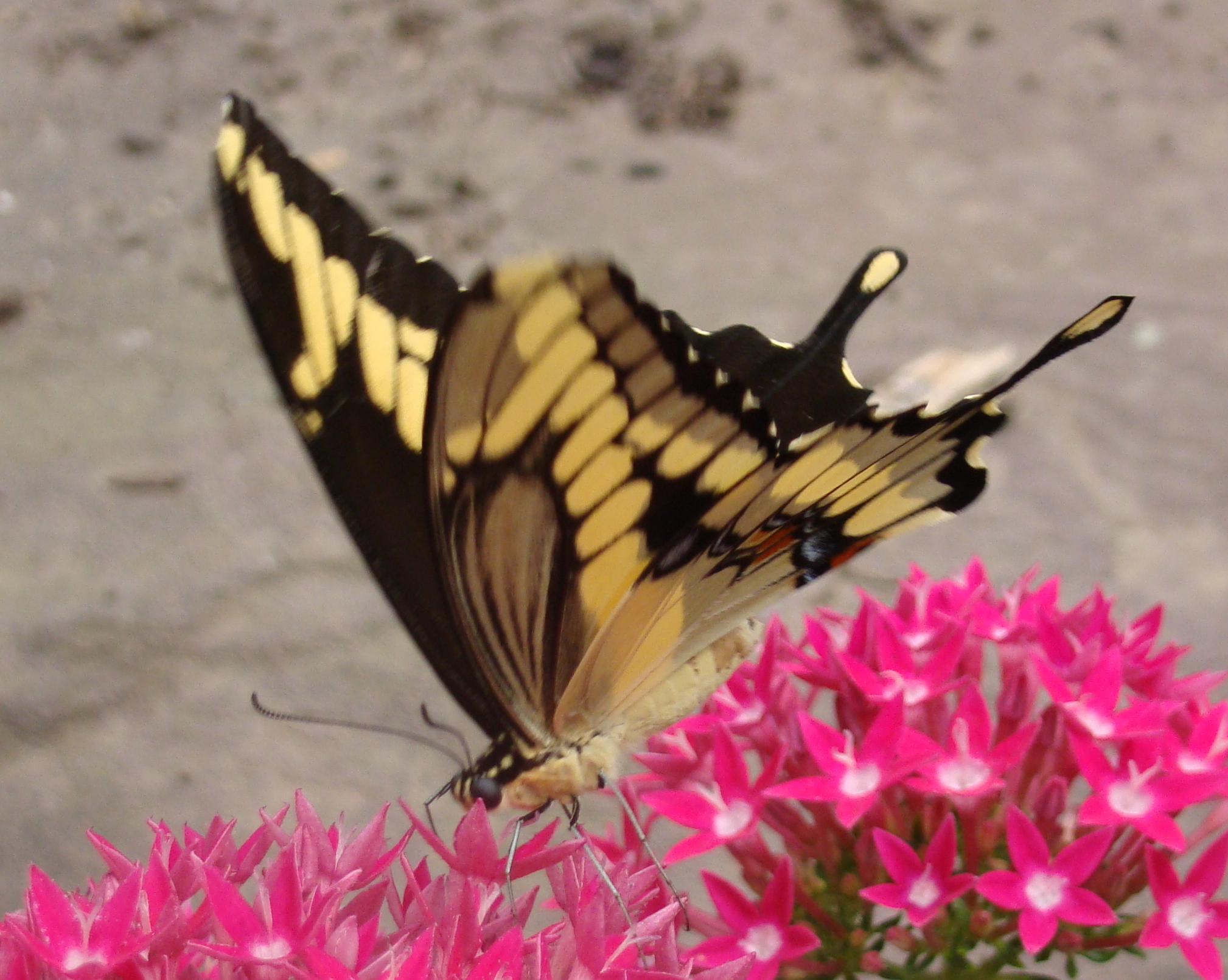
Adulto

## Vuelo
Pueden volar desde finales de mayo hasta agosto, pero en algunas zonas del sur de Estados Unidos como en Texas y Louisiana, puede verse hasta octubre. Tienen un patrón de vuelo característico, que generalmente se percibe como si fueran "saltos" a través del aire. Las hembras tienden a batir sus alas lentamente, pero se mueven rápidamente. Debido a que las hembras tienen alas tan grandes, cada batir de las alas las lleva a recorrer un largo camino. Los machos, sin embargo, tienden a batir sus alas con rapidez, pero se mueven más lentamente que las hembras debido a que sus alas son más pequeñas y cada aleteo no los lleva muy lejos. En general, vuelan rápido y alto, y pueden ser difícil de captar.